# 安提瑪科斯二世
安提瑪科斯二世（勝利擁有者），印度-希臘王國國王。統治範圍包括旁遮普和喀布爾河河谷。目前統治年代仍有爭論，Osmund Bopearachchi建議應為公元前160年到公元前155年間，且米南德一世可能繼承其位。
安提瑪科斯二世可能與把他父親廢黜的歐克拉提德一世相互對抗。